# Thomas Khamphan
Thomas Khamphan (* 6. Oktober 1925 in Khampeng, Provinz Champasak, Laos; † 26. Juli 2001) war ein römisch-katholischer Bischof und von 1975 bis 2000 Apostolischer Vikar von Paksé.

## Leben
Thomas Khamphan wurde 1925 in der Nähe von Pakse im laotischen Teil Französisch-Indochinas geboren. 1955 wurde er zum Priester geweiht.
Nachdem 1975 infolge der Machtübernahme der Pathet Lao die ausländischen Priester das Land verlassen mussten, wurden die freigewordenen Ämter von Laoten besetzt. Folglich wurde Khamphan am 10. Juli 1975 im Alter von 49 Jahren zum Vikar von Paksé und Titularbischof von Semina ernannt, die Bischofsweihe folgte einen Monat später. Die Bischofsweihe spendete Thomas Nantha, Vikar von Vientiane, Mitkonsekratoren waren die emeritierten Vikare Etienne-Auguste-Germain Loosdregt und Jean-Pierre Urkia.
Zwei Wochen nach seiner Ordination weihte Thomas Khamphan selbst Jean-Baptiste Outhay Thepmany, Vikar von Savannakhet, zum Bischof; 1997 auch dessen Nachfolger Jean Sommeng Vorachak.
Im Oktober 2000 trat er aus Altersgründen von seinem Amt zurück, Nachfolger wurde Louis-Marie Ling Mangkhanekhoun. Thomas Khamphan starb am 26. Juli 2001 im Alter von 75 Jahren.